# Cenchrus mitis
Cenchrus mitis es una especie de planta herbácea perteneciente a la familia Poaceae. Es originaria de África.

## Descripción
Son planta anuales con tallos que tallos que alcanzan un tamaño de 20-100 cm de alto, decumbentes o ascendentes. La inflorescencia en una panícula de 4-18 cm de largo, involucro de 6-9 mm de largo, connados de 1/3 a 2/3 de su longitud para formar una taza; espinas interiores aplanados, pubescentes en la cara, ciliadas en los márgenes, aciculadas en el ápice.

## Distribución y hábitat
Son matorrales costeros que se distribuyen desde Mozambique hasta Kenia.

## Taxonomía
Cenchrus mitis fue descrita por Nils Johan Andersson y publicado en Naturwissenschaftliche Reise nach Mossambique. .. 2: 554. 1864.
Etimología
Cenchrus: nombre que deriva del griego antiguo κεγκρός (kegchrós) para el mijo o millo (Panicum miliaceum), o cualquier planta de granos pequeños.
mitis: epíteto latino que significa "suave".